# Yehuda Lerner
Yehuda Lerner (* 22. Juli 1926 in Warschau; † 2007) war als 17-Jähriger am 14. Oktober 1943 aktiv am Aufstand von Sobibór im Vernichtungslager Sobibór beteiligt. Mit ihm wurde der Film Sobibor, 14 octobre 1943, 16 heures von Claude Lanzmann gedreht. Er lebte in Israel und wurde zu einer Symbolfigur des jüdischen Widerstandes und Überlebenswillens.

## In Zwangsarbeitslagern
Im Sommer 1942 wurde Lerner bei einer Razzia gefangen und in ein Zwangsarbeitslager bei Smolensk gebracht, wo er drei Monate beim Bau eines Flughafens für die Organisation Todt arbeitete.
Lerner flüchtete  aus insgesamt acht Lagern. Nach seiner Aussage sei alles besser, als sich in einem solchen Lager aufzuhalten. Der Tod war allgegenwärtig.
Auf der Flucht wurde er immer wieder aufgegriffen und in ein neues Lager gebracht. Eine längere Zeit verbrachte er in einem Kriegsgefangenenlager in Minsk in Weißrussland. Nach einer neuerlichen Festnahme war er in Warschau am Umschlagplatz, wo er sich einer jüdischen Gruppe von Rotarmisten unter der Führung von Alexander Petscherski anschließen konnte. Beim Transport dieser Gruppe über Lublin, in Chełm, riefen Leute ihnen zu: „Leute, rettet euch, lauft weg, man führt euch nach Sobibór zum Töten.“ In Sobibór wurde die Gruppe für die Rodung eines Waldstückes für die geplante Erweiterung für den Lagerabschnitt IV des Vernichtungslagers selektiert und nicht sofort durch Vergasung ermordet.

## In Sobibór
Yehuda Lerner erschlug als 17-Jähriger beim Aufstand von Sobibór den SS-Mann Siegfried Graetschus mit einer Axt. Er berichtete, dass die Lager-SS Gänse hielt und diese aufscheuchte, wann immer Juden ermordet wurden, um deren Schreie durch das Geschnatter der Gänse zu übertönen. Er kämpfte in den Reihen der Partisanen, die ihn wegen seiner körperlichen Stärke „Athleta“ nannten. Nach dem Krieg floh er in den Westen, ließ sich in  Bayreuth nieder und heiratete Mania Helfman, die Mutter seiner Töchter Mina und Yehudith. 1949 wanderte er nach Israel aus und meldete sich freiwillig zur Polizei. Er war Sportlehrer an der Polizeischule und Chef der Polizei von Ramallah.